# Vasili Jukovski
Vasili Andreevici Jukovski (n. 9 februarie [S.V. 29 ianuarie] 1783 - d. 24 aprilie [S.V. 12 aprilie] 1852) a fost un poet rus, personalitate marcantă a literaturii ruse de la jumătatea secolului al XIX-lea.
Lirica sa reprezintă o tranziție de la sentimentalism la romantism și afirmă specii ca elegia.
A mai prelucrat și teme folclorice, în versuri condensate și melodioase.
A avut și o vastă activitate ca traducător.

## Scrieri
- 1802: Cimitirul satului ("Сельское кладбище")
- 1808: Liudmila ("Людмила")
- 1808 - 1812: Svetlana ("Светлана")
- 1817: Cele douăsprezece fecioare adormite ("Двенадцать спящих дев")
- 1831: Povestea regelui Berendei ("Сказка о царе Берендее").